# Bagdadtornet

Bagdadtornet (arabiska: برج بغداد), tidigare benämnt Saddamtornet är ett 204 m högt TV-torn i Bagdad, Irak. Tornet var färdigbyggt 1991 då Kuwaitkriget bröt ut och tornet förstördes i kriget. 1994 var tornet återuppbyggt, men förstördes sedan åter igen i Irakkriget 2003.  Efter invasionen av Irak 2003 ockuperades tornet av amerikanska soldater och döptes om till Bagdad Tower.

## Historik
Tornets uppbyggnad började 1991 i anslutning till al-Ma'mun Telecom Exchange. Det byggdes med en höjd av 204 meter med en roterande restaurang på toppen samt orden "Allah är den störste" på toppen av restaurangen. Mitten av tornet består av sju våningar med modern arkitektonisk stil och är placerad på den gamla grunden. Det blev också den främsta internationella kanalen för att ta emot och skicka alla typer av kommunikation i Bagdad. Beläget i Yarmouk-kvarteret väster om Bagdad, var det ett stort turistmål.
Den 27 mars 2003, en vecka efter den USA-ledda invasionen av landet, förstörde bomber al-Ma'mun Telecom Exchange och orsakade därtill skador på tornet som övergavs. År 2007 skulle tornet vara mittpunkten i ett kortsiktigt stadsförnyelseprojekt inom kommunikationsministeriet som dock avslutades tre år senare. Under projektet noterade en rådgivare från det amerikanska utrikesdepartementet att det var "det enda märkbara tecknet på större byggnadsprojekt i Bagdad." Ett tag övergavs tornet återigen då medel för departementsinvesteringar blev begränsade på grund av IS' framväxt i norra Irak. Tornet renoverades 2016 och sedan dess har många projekt och meddelanden om öppningen av tornet kommit upp, men i allmänhet har alla blivit försenade eller fått sin process stoppad utan tydlig anledning. Intresset för tornet förnyades 2018 när till och med den tidigare irakiske presidenten Barham Salih engagerades. Sedan 2020 har tornet förblivit stängt (2023) trots offentliga protester.

## Galleri

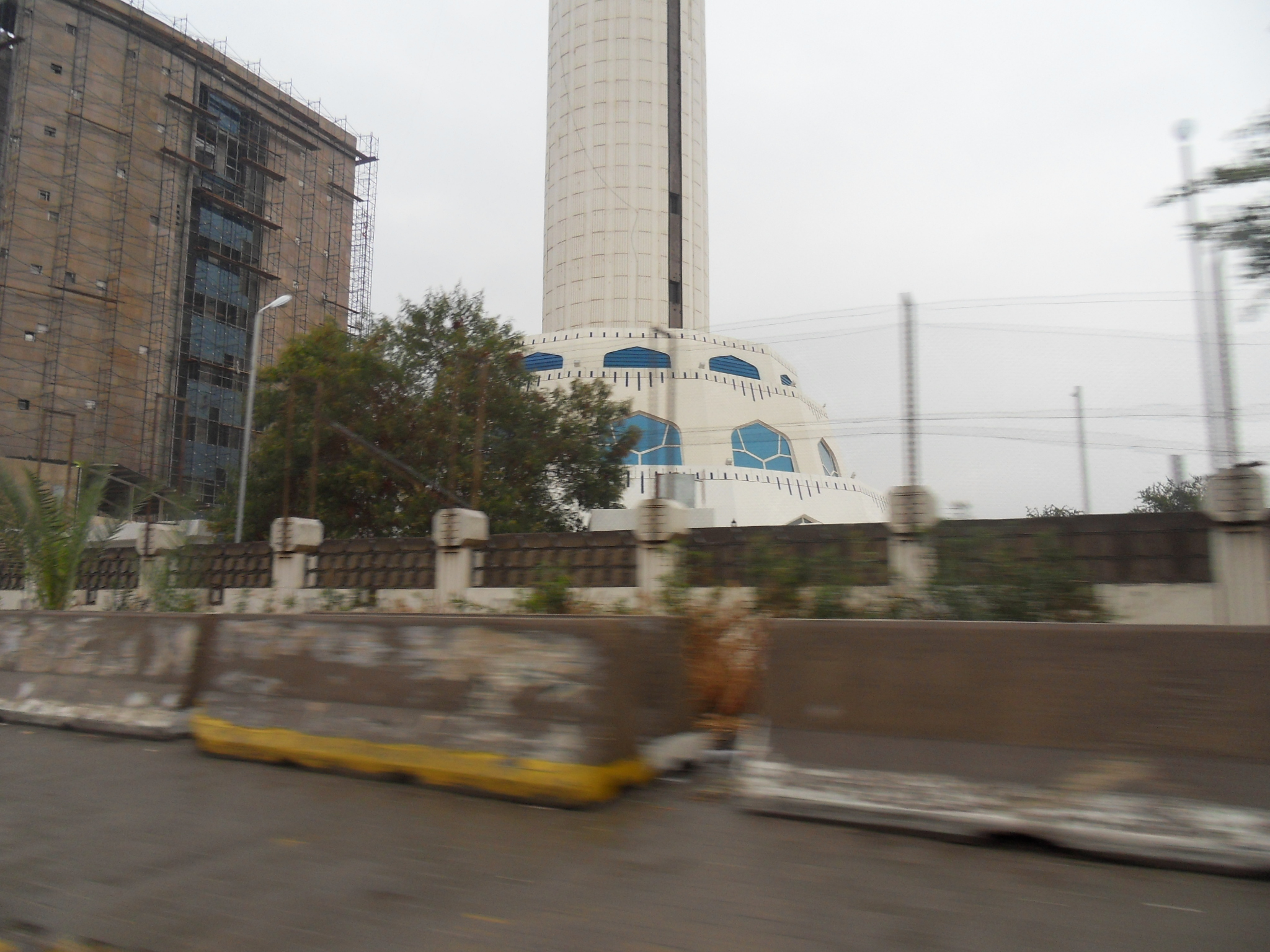
Tower Center, December 2010.
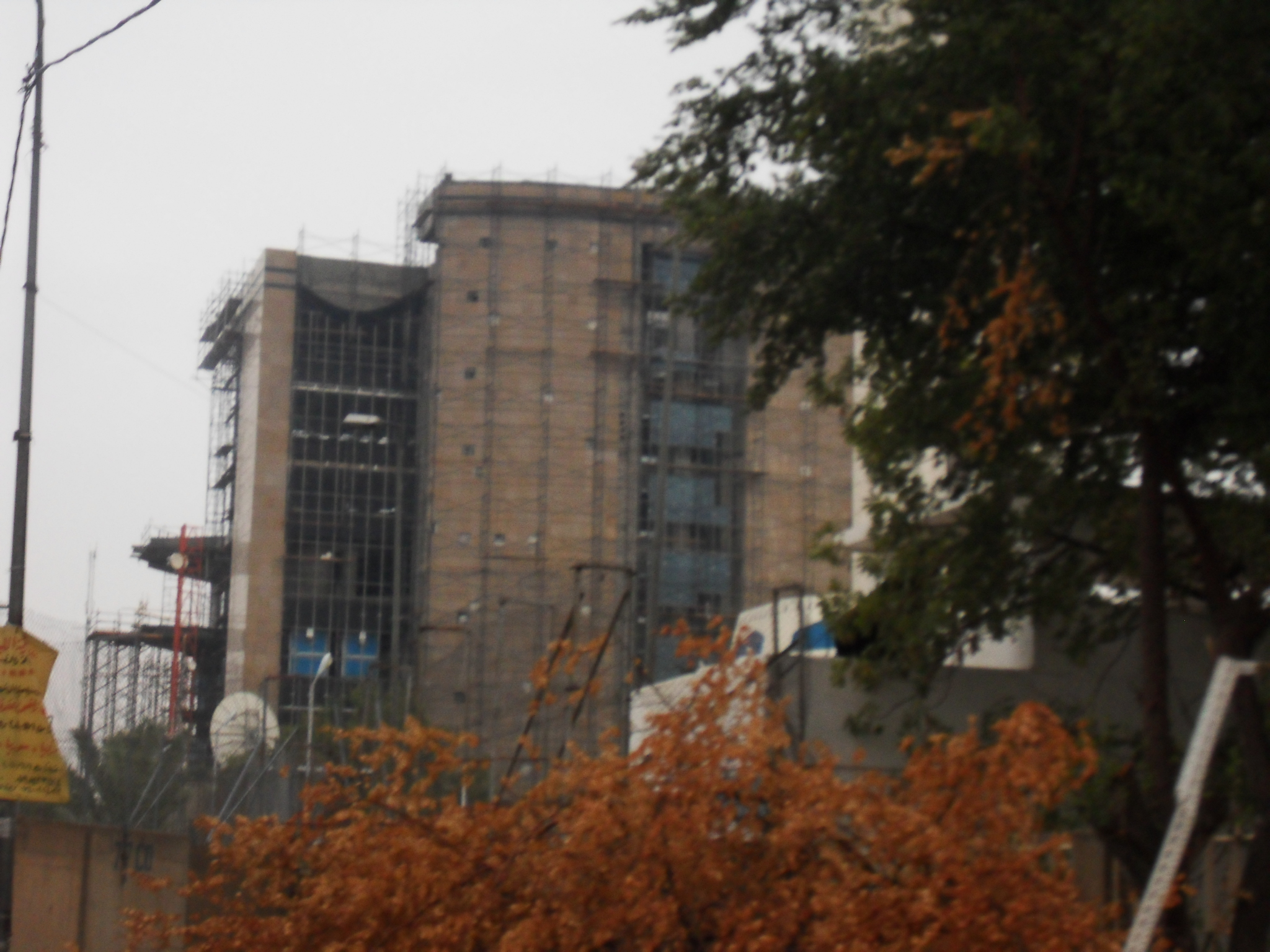
Tower Center (Al Mamoun Communications Center), december 2010.